# 埃爾瓜切國家公園
埃爾瓜切國家公園是委內瑞拉中的保护区，也是國家公園，位於該國西北部，由拉臘州和波圖格薩州負責管轄，始建於1992年6月5日，面積122平方公里，每年平均降雨量1,800至2,000毫米。